# Casa de Inopo
La Casa de Inopo es el nombre que recibe una antigua casa privada de la isla de Delos , en Grecia. Sus ruinas forman parte del yacimiento arqueológico de Delos, declarado Patrimonio de la Humanidad por la Unesco.

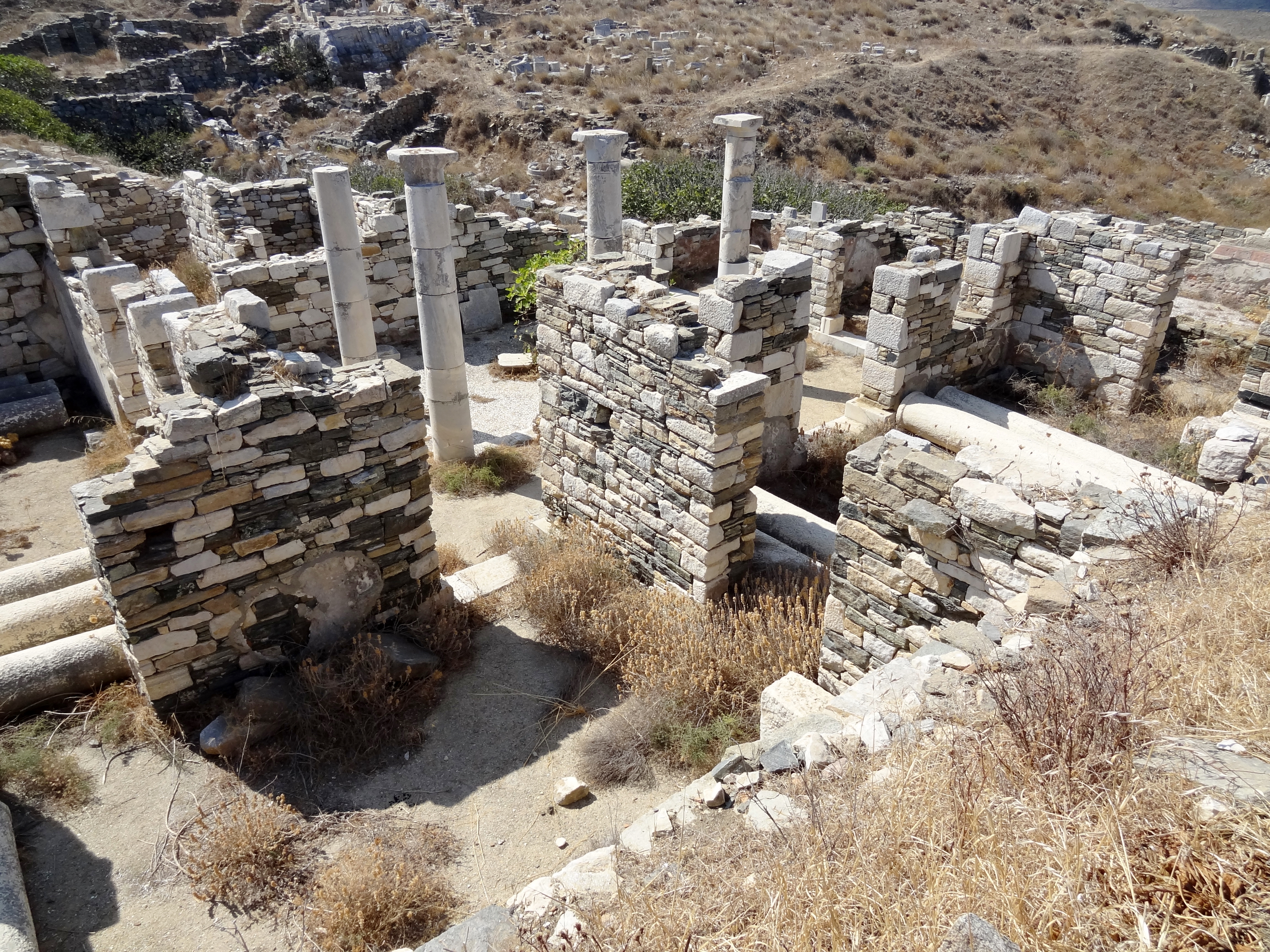
Restos de la casa.

La casa de Inopos se construýó en el período helenístico, hacia el año 100 a. C. Se encuentra en la ladera occidental del monte Cinto, al noreste del teatro de Delos. La casa toma su nombre del hecho de que estaba situada en el río Inopo, que fluýa al oeste de Cinto. Cerca de la casa habýa un gran depósito de agua donde se recogía el agua del río. Los edificios de la zona se conocen colectivamente como la manzana de Inopo. En el lado oeste se encontraba la llamada Casa de Hermes y en el este el Santuario de los dioses sirios.